# トゥエニイナイン
トゥエニイナイン（Twennynine）は、トゥエニイナイン・ウィズ・レニー・ホワイトとしても知られる、1979年に結成されたアメリカ合衆国のR&B・バンドである。

## 略歴
トゥエニイナインは、リターン・トゥ・フォーエヴァー脱退後、フュージョン・ドラマーのレニー・ホワイトによって1979年に結成された。ホワイトは、彼らしいとされていた複雑なジャズ・ロックから離れ、商業的なR&Bとファンク・ミュージックを探求するためにバンドを結成した。グループには、キーボード奏者のスキップ・アンダーソン、ベーシストのバリー・ジョンソン、ギタリストのエディ・マルティネスも参加した。歌手のリン・デイヴィス、カーラ・ヴォーン、ジョセリン・スミス、タニヤ・ウィラビーは、グループのキャリアを通じてさまざまな時期に貢献した。彼らは1979年にデビュー・アルバム『ベスト・オブ・フレンズ』をエレクトラ・レコードからリリースした。このアルバムは、ホワイトとアース・ウィンド・アンド・ファイアーのラリー・ダンによって共同プロデュースされた。『ベスト・オブ・フレンズ』は、ビルボード・トップR&Bアルバム・チャートで15位、Billboard 200アルバム・チャートで54位まで上昇した。シングル「ピーナッツ・バター」は、ビルボード・ホットR&Bソング・チャートで3位、Billboard Hot 100シングル・チャートで83位に達した。2枚目のシングル「Best of Friends」は、ビルボード・ホットR&Bソング・チャートで47位まで達した。
2枚目のアルバム『トゥエニイナイン・ウィズ・レニー・ホワイト』は1980年にリリースされ、ホワイトとダンが再びプロデューサーとなった。アルバムはビルボード・トップR&Bアルバム・チャートで22位に達した。シングル「Kid Stuff」はビルボード・ホットR&Bソング・チャートで19位、「Fancy Dancer」はビルボード・ダンスクラブソング・チャートで17位、ホットR&Bソングチャートで25位に達した。トゥエニイナインは、1980年にテレビ番組『American Bandstand』と『The Mike Douglas Show』に出演した。
トゥエニイナインは、1981年にサード・アルバム『ジャスト・ライク・ドリーミン』をリリースした。グループは、ギタリストのスティーヴ・ホートンをこのアルバムに迎えた。『ジャスト・ライク・ドリーミン』は、ビルボード・トップR&Bアルバム・チャートで41位に達した。シングル「Didn't Know About Love (Till I Found You)」と「All I Want」は、ホットR&Bソング・チャートでそれぞれ31位と62位まで上昇した。別のシングル「My Turn To Love You」も、ビルボード・ダンスクラブソングス・チャートで29位に達している。グループは1983年に解散し、その後、レニー・ホワイトはジャズ・セッションの仕事に戻っていった。

## ディスコグラフィ

### アルバム
- 『ベスト・オブ・フレンズ』 - Best of Friends (1979年、Elektra) ※トゥエニイナイン・フィーチャリング・レニー・ホワイト名義。旧邦題『29の軌跡』
- 『トゥエニイナイン・ウィズ・レニー・ホワイト』 - Twennynine with Lenny White (1980年、Elektra)
- 『ジャスト・ライク・ドリーミン』 - Just Like Dreamin' (1981年、Elektra)

### シングル
- 「ピーナッツ・バター」 - "Peanut Butter" (1979年、Elektra)
- "Kid Stuff" (1980年、Elektra)
- "Fancy Dancer" (1980年、Elektra)
- "My Melody" (1980年、Elektra)
- "Movin' On" (1981年、Elektra)
- "All I Want" (1981年、Elektra)